# Czasowniki posiłkowe w języku angielskim
Czasowniki posiłkowe w języku angielskim – grupa czasowników posiłkowych używanych jako pomocnicze do tworzenia konstrukcji gramatycznych, głównie czasów i stron.  W języku angielskim reprezentują je to have i to be. 

## To be

Formy czasownika to be

Czasownik to be („być”) używany jest w swym znaczeniu podstawowym oraz jako czasownik pomocniczy do tworzenia czasów ciągłych.
odmienia się nieregularnie:
| Forma oznajmująca           | Forma pytająca                | Forma przecząca                     |
| --------------------------- | ----------------------------- | ----------------------------------- |
| I am, I was                 | am I?, was I?                 | I am not, I was not                 |
| you are, you were           | are you?, were you?           | you are not, you were not           |
| he/she/it is, he/she/it was | is he/she/it?, was he/she/it? | he/she/it is not, he/she/it was not |
| we are, we were             | are we?, were we?             | we are not, we were not             |
| you are, you were           | are you?, were you?           | you are not, you were not           |
| they are, they were         | are they?, were they?         | they are not, they were not         |

W języku mówionym stosuje się następujące skróty:
- are + not → aren't
- were + not → weren't
- is + not → isn't.

Forma imiesłowu przeszłego biernego: been.
Czasownik ten nie tworzy również form z czasownikiem posiłkowym do. W zdaniu przeczącym stawia się przeczenie bezpośrednio przy czasowniku głównym formie osobowej. W zdaniu pytającym następuje przestawienie podmiotu i orzeczenia. Na przykład: I am not French. → Nie jestem Francuzem. Are you there? → Jesteś tam?. Who are you? → Kim jesteś?

### to be + bezokolicznik
Konstrukcję tworzy się dodając do formy osobowej bądź nieosobowej czasownika to be odpowiednią formę bezokolicznika. 
- W stylu formalnym konstrukcja informuje i oficjalnych planach i uzgodnieniach: The President is to visit Norway next week → Prezydent ma udać się do Nowego Jorku.
- Warunek wstępny w trybie warunkowym. Użycie tej formy informuje, że wydarzenie przedstawione w tej konstrukcji jest warunkiem wstępnym – musi zajść najpierw, by było możliwe co innego; If you are to get there by lunchtime, you had better hurry → Jeśli chcesz dotrzeć tam przed obiadem, lepiej byś się pośpieszył.
- Polecenia i nakazy: You are to do your homework → Masz zrobić zadanie domowe.
- Czasownik be z bezokolicznikiem w stronie biernej używany jest w instrukcjach: This cover is not to be removed[3] → Nie wolno usuwać tej okładki.

Formy odmiany tej konstrukcji w czasie teraźniejszym i przeszłym są analogiczne do czasownika to be.

## To have
Czasownik oznacza mieć i odmienia się nieregularnie. W formie pytającej i przeczącej możliwe są dwa warianty: tworzenie pytań przez inwersję i (zwłaszcza w odmianie amerykańskiej) z operatorami do, does, did. Poniżej wzory odmiany w czasie teraźniejszym i przeszłym w obu wersjach:
| Forma oznajmująca            | Forma pytająca                                                             | Forma przecząca                                                                        |
| ---------------------------- | -------------------------------------------------------------------------- | -------------------------------------------------------------------------------------- |
| I have, I had                | have I? do I have? * had I? did I have?                                    | I have not, I do not have * I had not, I did not have                                  |
| you have, you had            | have you?, do you dave? * had you?, did you have?                          | you have not, you do not have * you had not, you did not have                          |
| he/she/it has, he/she/it had | has he/she/it?, does he/she/it have? * had he/she/it?, did he/she/it have? | he/she/it has not, he/she/it does not have * he/she/it had not, he/she/it did not have |
| we have, we had              | have we?, do we have? * had we?, did we have?                              | we have not, we had not                                                                |
| you have, you had            | have you?, do you dave? * had you?, did you have?                          | you have not, you do not have * you had not, you did not have                          |
| they have, they had          | have they?, do they have? * had they?, do they have?                       | they have not, they do not have * they had not, theuy did not have                     |

W języku mówionym stosuje się następujące skróty:
- have + not → haven't
- had + not → hadn't
- has + not → hasn't.

Forma imiesłowu przeszłego biernego: had.
Czasownika have używa się na kilka sposobów:
- jako czasownika posiłkowego do tworzenia czasów w aspekcie perfect: I remembered his face, but I had forgotten his name → Pamiętałem jego twarz, ale zapomniałem jego imię
- do informowania o własności, stosunkach i innych stanach: They have three cars → Oni mają trzy samochody
- do informowania o czynnościach i doświadczeniach: I am going to have a bath → Zamierzam wziąć kąpiel.
- z bezokolicznikiem, do informowania o zobowiązaniach: I had to work last Sunday → Musiałem pracować w zeszłą niedzielę.
- w formie dopełnienie + czasownik. do informowania o sprawstwie i doświadczaniu: We had our car stolen last week → Ukradziono nam samochód w zeszłym tygodniu.

### have got
Have got jest morfologicznie formą czasu Present Perfect, jednak jej znaczenie jest takie samo jak czasu teraźniejszego prostego.
Odmiana have got dla czasu teraźniejszego i przeszłego wygląda następująco:
| Forma oznajmująca                    | Forma pytająca                         | Forma przecząca                              |
| ------------------------------------ | -------------------------------------- | -------------------------------------------- |
| I have got, I had got                | have I got?, had I got?                | I have not got, I had not got                |
| you have got, you had got            | have you got?, had you got?            | you have not got, you had not got            |
| he/she/it has got, he/she/it had got | has he/she/it got?, had he/she/it got? | he/she/it has not got, he/she/it had not got |
| we have got, we had got              | have we got?, had we got?              | we have not got, we had not got              |
| you have got, you had got            | have you got?, had you got?            | you have not got, you had not got            |
| they have got, they had got          | have they got? had they got?           | they have not got, they had not got          |

W języku mówionym stosuje się następujące skróty:
- have → 've
- has → 's
- had → 'd
- have + not → haven't
- had + not → hadn't
- has + not → hasn't.

Znaczenie konstrukcji jest takie samo jak czasownika have w znaczeniu „mieć”, „posiadać”, jednak używa się go w sytuacjach mniej formalnych. Forma taka brzmi bardziej naturalnie. Konstrukcja jest rzadziej spotykana w amerykańskiej odmianie angielskiego; często też wypada have: I got a problem. Formy have got nie używa się, gdy mowa o stanach  zwyczajowych bądź czynnościach powtarzających: I often have toothache. We don't usually have beer in the house.

### have to
Struktura have to konotuje czasownik w bezokoliczniku bez cechy to. Odmienia się jak regularny czasownik have z operatorami do i does. Istnieje również potoczna forma have got to o identycznym znaczeniu i podobnym użyciu, ograniczonym jednak do czasu teraźniejszego prostego.
| Forma oznajmująca                  | Forma pytająca                                  | Forma przecząca                                     |
| ---------------------------------- | ----------------------------------------------- | --------------------------------------------------- |
| I have to, I had to                | do I have to?, did I have to?                   | I don't have to, I didn't have to                   |
| you have to, you had to            | do you have to?, did you have to to?            | you don't have to, youdidn't have to                |
| he/she/it has to, he/she/it had to | does he/she/it have to?, did he/she/it have to? | he/she/it doesn't have to, he/she/it didn't have to |
| we have to, we had to              | do we have to?, did we have to?                 | we have not to, we had not to                       |
| you have to, you had to            | do you have to?, did you have to to?            | you don't have to, youdidn't have to                |
| they have to, they had to          | do they have to? did they have to?              | they don't have to, they didn't have to             |

Użycie konstrukcji have/have got to:
- Przymus i zobowiązanie[7]: It's a terrible job. We have to start work at 7 a.m. → To straszna praca. Musimy zacząć pracować o siódmej.
- Konieczność[7]: Everyone has to eat to live → Każdy musi jeść aby żyć.
- Have (got) to opisuje z reguły zobowiązania zewnętrzne, podczas gdy must - wewnętrzne[7]. I have to be very careful, my boss will tell me off if I spoil it → Muszę być ostrożny, szef mnie objedzie, jak to zepsuję (przymus zewnętrzny).  I must be very careful, I've lost my keys → Muszę być ostrożny, już raz zgubiłem klucze (przymus wewnętrzny, mówiący zdaje sobie sprawę, że coś jest nie tak z jego koncentracją)
- Forma przecząca don't/doesn't/didn't/won't have to oznacza brak przymusu lub nacisku, czym różni się od czasownika must[7]: I musn't lie, unless I am accused of perjury → Nie wolno mi kłamać, inaczej oskarżą mnie o krzywoprzysięstwo. I don't have to lie, they know the truth → Nie muszę kłamać, oni znają prawdę.